# KlaarisKees
KlaarisKees is een door de Vlaamse Overheid erkend platform dat ontstaan is in een reactie op de nieuwe wet op deeleconomie. Het platform ontstond in 2016.
KlaarisKees werd opgericht in oktober 2016 en heeft haar vestiging Wilrijk. Het bedrijf is een bvba met 8 vaste werknemers. De CEO is Louis Ballegeer, eveneens eigenaar van EasyLife Dienstencheques. Op 10 maart 2017 werd het platform erkend door de Vlaamse overheid.
Op het platform is een ruim aanbod van duizenden uitvoerders en honderden openstaande taken die vervuld kunnen worden. Registreren is er gratis, al vraagt het platform wel een servicefee van 15% op elke uitgevoerde taak. Daarmee zit het bedrijf in het middensegment qua prijsklasse. De mogelijkheden zijn divers. Zo kunnen klanten er op zoek naar een tuinman, huishoudhulp, bijlesgever, klusjesman, IT’er, loodgieter, elektricien, schilder en noem maar op.
Thuiskoken was eveneens aan een opmars bezig, maar dreigde in elkaar te storten toen het populaire platform voor thuischefs Flavr ermee stopte. Omdat het verkopen van thuisbereide maaltijden wél viel onder de deeleconomie, maar toch om een andere aanpak vroeg, richtte KlaarisKees HomeChefs op. Een aparte pagina, geïntegreerd in de KlaarisKees-website waar thuischefs hun kookkunsten aan de man brengen.
Momenteel focust KlaarisKees zich vooral op de Vlaamstalige provincies. 